# Yupiltepeque

Yupiltepeque é uma cidade da Guatemala do departamento de Jutiapa.